# Schottische Badmintonmeisterschaft 2015
Die Schottische Badmintonmeisterschaft 2015 fand vom 30. Januar bis zum 1. Februar 2015 in Perth statt.

## Austragungsort
- Perth, Bell’s Sports Centre

## Medaillengewinner
| Disziplin    | Gold                            | Silber                          | Bronze                              |
| ------------ | ------------------------------- | ------------------------------- | ----------------------------------- |
| Herreneinzel | Kieran Merrilees                | Matthew Carder                  | Ben Torrance                        |
| Herreneinzel | Kieran Merrilees                | Matthew Carder                  | Gordon Thomson                      |
| Dameneinzel  | Kirsty Gilmour                  | Holly Newall                    | Ciara Torrance                      |
| Dameneinzel  | Kirsty Gilmour                  | Holly Newall                    | Julie MacPherson                    |
| Herrendoppel | Martin Campbell Patrick MacHugh | Robert Blair Gordon Thomson     | Josh Neil Ben Torrance              |
| Herrendoppel | Martin Campbell Patrick MacHugh | Robert Blair Gordon Thomson     | Alexander Dunn Adam Hall            |
| Damendoppel  | Imogen Bankier Kirsty Gilmour   | Rebekka Findlay Caitlin Pringle | Kirsten Geals Victoria Wan          |
| Damendoppel  | Imogen Bankier Kirsty Gilmour   | Rebekka Findlay Caitlin Pringle | Kirsty Flockhart Fiona Sneddon      |
| Mixed        | Robert Blair Imogen Bankier     | Adam Hall Julie MacPherson      | Martin Campbell Rebekka Findlay     |
| Mixed        | Robert Blair Imogen Bankier     | Adam Hall Julie MacPherson      | Paul van Rietvelde Megan Richardson |